# Хіршфангер
Хіршфангер, гіршфанґер (нім. Hirschfänger, дослівно «оленячий ловець», англ. Hunting dagger — «мисливський кинджал») — традиційна німецька мисливська холодна зброя, що відносяться в різних класифікаціях до мисливських кортиків, кинджалів, палашів або шабель.

## Опис
Гіршфанґер є чимось середнім між шаблею, кинджалом, палашем та мисливським ножем. Призначається для умертвіння пішим мисливцем великої дичини (наприклад, оленя чи кабана), пораненої або загнаної собаками . Гіршфанґер походить від середньовічних мисливських мечів. Має прямий або слабо вигнутий двосічний меч середньої або великої довжини (від 30 до 70 см). У ефесі традиційно присутня хрестовина та щиток. Традиційно гіршфанґер рясно прикрашалися різьбленням, інкрустаціями та накладками.
Гіршфанґер є традиційною зброєю німецьких єгерів, згодом розповсюдився по всій Європі й став досить популярною зброєю серед мисливців. Гіршфанґери надовго увійшли в атрибутику форменого одягу Франції, Австрії, Німеччини, Росії. Пізніше у націонал-соціалістичній Німеччині хіршфангери були офіційно введені як елемент форменого одягу в декількох організаціях: німецькому Об'єднанні мисливців, Імперській лісовій службі та німецькій Стрілецькій асоціації. Зазвичай гіршфанґер прикрашений оригінальним декоративним оздобленням, за традицією це різьблення та малюнки зброї, лісові пейзажі, зображення звірів і птахів, сцени полювання. Гіршфанґер зажив слави надуніверсальної холодної зброї, якою можна завдати будь-якого колючого або ріжучого удару чи навіть розрізати дичину. Сьогодні гіршфанґер іноді використовуються як частина традиційної німецької мисливської форми .